# Pediculus humanus
Pediculus humanus je vrsta ušiju koja parazitira na ljudima. Postoje dvije podvrste :
- Pediculus humanus humanus Linnaeus, 1758 – uš tijela
- Pediculus humanus capitis De Geer, 1767 – uš glave

## Vanjske poveznice
|  | Zajednički poslužitelj ima još gradiva o temi Pediculus humanus |
|  | Wikivrste imaju podatke o taksonu Pediculus humanus             |